# Zorile
Zorile è un comune della Moldavia situato nel distretto di Orhei di 1.027 abitanti al censimento del 2004

## Località
Il comune è formato dall'insieme delle seguenti località (popolazione 2004):
- Zorile (793 abitanti)
- Inculeţ (175 abitanti)
- Ocniţa-Ţărani (59 abitanti)